# Гомес, Марсело
Марсе́ло Го́мес (род. 26 сентября 1979 г.) — артист балета и хореограф бразильского происхождения. С 2002 по 2017 год — премьер Американского балетного театра. С 2023 года — художественный руководитель балета Дрезденской оперы.

## Биография
Родился в Манаусе, вырос в Рио-де-Жанейро. Он начал заниматься танцами в балетных школах Хелены Лобато и Далаля Ашкара. В возрасте 13 лет он покинул Бразилию и поступил в Консерваторию Бока-Ратон во Флориде. В 16 лет он учился в течение одного года в Балетной школе Парижской оперы. Он также учился в школах Хьюстонского балета, Бостонского балета и Кубинского балета.
В 1996 году стал лауреатом международного балетного конкурса «Приз Лозанны» (Швейцария), выиграв приз «Надежда». С 1997 года по 2017 год — в труппе Американского балетного театра, с 2002 года — её премьер. Покинул труппу по собственному желанию на фоне расследования о сексуальных домогательствах.
Как приглашенный артист выступает, среди прочих, с труппами Большого и Мариинского театров. Партнёр балерины Дианы Вишнёвой, постоянный участник театральной антрепризы Сергея Даниляна «Короли танца».
Лауреат премии «Бенуа танца» 2008 года в номинации «лучший танцовщик» (за исполнение роли Отелло в одноимённом спектакле Лара Любовича и партии в балете Йормо Эло С to С).
15 сентября 2018 года Гомес женился на своем друге Николасе Палмквисте.
С сезона 2023/2024 руководит балетом Дрезденской государственной оперы в качестве художественного руководителя.